# Övre viken
Övre viken är en sjö i Sunds kommun i Åland (Finland). Den ligger i den östra delen av landskapet, 20 km nordost om huvudstaden Mariehamn. Övre viken ligger 8 meter över havet. Den ligger på ön Fasta Åland. Arean är 9,3 hektar och strandlinjen är 1,39 kilometer lång. Sjön  ingår i Skärgårdshavets kustområde, Åland. 